# Ambasciatori del Baden in Francia
L'ambasciatore del Baden in Francia era il primo rappresentante diplomatico del Baden in Francia.
Le relazioni diplomatiche iniziarono ufficialmente nel 1791 e rimasero attive sino alla costituzione della Confederazione Germanica del nord nel 1867 e poi dell'Impero tedesco nel 1871 quando le funzioni di rappresentanza del Baden vennero assorbite dall'ambasciatore tedesco in Francia.

## Granducato di Baden
- 1713–1734: Johann Rudolf Fäsch (1680–1762)
- 1761–1762: Ulrich von Thun (–1788)
- 1772–1781: Pierre Samuel du Pont de Nemours (1739–1817), Chargée d'affaires
- 1781–1782: Giorgio di Santi, Chargée d'affaires
- 1783–1789: Pierre Samuel du Pont de Nemours (1739–1817)

...
- 1803–1809: Emmerich Joseph von Dalberg (1773–1833)
- 1810–1831: Johann Baptist von Pfirdt (1749–1831)
- 1831–1843: Christian Friedrich Gerstlacher (1778–1850)
- 1843–1846: Franz Xaver von Andlaw-Birseck (1799–1876)
- 1846–1871: Ferdinand Allesina von Schweitzer (1799–1877)

1871: Chiusura dell'ambasciata